# Betnavski park
Betnavski park ali Mariborske metropole so stanovanjski kompleks treh nebotičnikov na Taboru v Mariboru. V višino merijo 67 m in imajo 17 nadstropij. Gradnja se je pričela leta 2007 in končala leta 2010. Mariborske metropole so 8. najvišji nebotičniki v Sloveniji. Ležijo med Jadransko cesto, Ljubljansko cesto, in Cesto proletarskih brigad. Mimo zgradb vozi linija 21 mariborskega mestnega prometa.

## Podatki
- Nadstropja: 17
- Višina: 67 m
- Začetek gradnje: 2007
- Konec gradnje: 2010
- Gradbeni izvajalec: Konstruktor